# 半主动悬架
半主动悬架系統具有控制車身振動和車身高度的功能，主要能增進汽車操作穩定性、乘坐舒適性等性能。
由美国人Crosby和Karnopp等人于70年代提出来的，其应用始于80年代初期，因为改变减振器阻尼特性较改变弹簧刚度更容易，所以半主动悬架主要由不可变刚度的弹簧和可变阻尼减振器组成，因仅需要很少量的能量输入也被称为无源主动悬挂，虽然不能随外界的输入进行最优控制，但它可以按照存储在电脑中的各工况下悬挂优化参数指令来调节阻尼大小。它的性能介于被动悬架与主动悬架之间。

## 特性
根据阻尼系数是连续可调还是离散可调，半主动悬架可以分为连续可调式，无级可调式两种。它们的区别在于：连续可调式半主动悬架中的减振器阻尼系数在一定的变化范围内可以连续地变化，而可切换阻尼式半主动悬架中的减振器阻尼系数只能在几个离散的阻尼值之间进行切换，无级可调式半主动悬架中的减振器阻尼系数可在最小值到最大值之间进行无级可调。
半主动悬架没有专门产生控制力的元件，它是按照传感器传递的数据由控制器算出所需的控制力，然后通过调节减振器的阻尼模拟控制力，以衰减车身的振动。实施半主动控制的减振器主要有液力减振器、电流变液减振器和磁流变液减振器，其特征是联结一个带有阻尼阀的小型蓄能器，再加一套液壓控制装置，使液壓减振器产生的阻尼力正比于车身的绝对速度。其中磁流变减振器可广泛应用于各种振动系统，具有阻尼大、功率消耗低等特点。在各國已将磁流变减振器应用于汽车悬架的控制系统中。随着新型智能材料的应用，半主动悬挂越来越受人们的重视，应用也越多。
目前，全球著名汽车公司竞相研究和开发半主动悬架系统，如德尔福、丰田的电子控制悬架系统。
根据悬架的阻尼和高度是否随着行驶条件的变化而变化，可将悬挂分为以下三类：被动悬架、半主动悬架和主动悬架。